# Osmylops ectoarticulatus
Osmylops ectoarticulatus är en insektsart som beskrevs av Oswald 1997. Osmylops ectoarticulatus ingår i släktet Osmylops och familjen Nymphidae. Inga underarter finns listade i Catalogue of Life.